# Aphelocoma wollweberi
La chara pechigris (Aphelocoma wollweberi) también conocida como chara mexicana, chara pecho gris, grajo mexicano, urraca mexicana o urraca pechigris, es una especie de ave paseriforme de la familia Corvidae nativa de la Sierra Madre Oriental, la Sierra Madre Occidental y la Meseta Central de México. Alcanza al norte hasta el este de Arizona, el oeste de Nuevo México y el oeste de Texas en los Estados Unidos. Su hábitat preferido son los bosques montanos de pino y roble.

## Sistemática
Una reciente decisión de la American Ornithologists' Union elevó algunas poblaciones a una especie separada (A. ultramarina), basado en las diferencias fenotípicas diagnosticables en el plumaje y morfología, millones de años de divergencia genética y falta de evidencia de mestizaje con la chara pechigris. A. ultramarina habita en los bosques montanos en el cinturón transvolcánico del centro de México.

## Subespecies
Se reconocen cinco subespecies:
- A. w. arizonae (Ridgway, 1874)– desde Arizona y Nuevo México hasta el norte de Sonora y el noroeste de Chihuahua.
- A. w. wollweberi Kaup, 1855– en los montes del oeste de México (sureste de Sonora a Durango, Zacatecas y el norte de Jalisco).
- A. w. gracilis Miller, GS, 1896– oeste-centro de México (este de Nayarit y norte de Jalisco).
- A. w. potosina Nelson, 1899– en el este-centro de México (San Luis Potosí a Querétaro y el centro de Hidalgo).
- A. w. couchii (Baird, SF, 1858)– del extremo suroeste de Texas hasta el sur de Nuevo León y el centro de Tamaulipas.